# Kingsize Taylor
Edward „Kingsize“ Taylor (* 12. November 1939 in Liverpool; † 2. Januar 2023 in Southport) war ein britischer Rock-Musiker.

## Biografie
Seine musikalischen Wurzeln hatte Taylor in der Rock-’n’-Roll- und Folk-Musik. Als Sänger und Gitarrist widmete er sich zeitweise auch dem traditionellen Skiffle. Taylor erhielt aufgrund seiner Körpergröße den Spitznamen „King Size“. Er war ab 1957 Mitglied der James Boys, einer Skiffle Group in Liverpool. Ab Ende 1957 agierte er auch in einer Rock-’n’-Roll-Band, die ab 1960 unter dem Bandnamen „King Size Taylor And The Dominoes“ auftrat.
Mit einem Repertoire aus Rock ’n’ Roll, R&B, Blues und Country & Western traten King Size Taylor And The Dominoes im Sommer 1962 ihr erstes Deutschland-Gastspiel im Star Club in Hamburg an. Ab Mitte des Jahres 1963 schloss sich der Saxophonist Howie Casey den Dominoes an. Er war ein Veteran der Live-Szene Hamburgs und bereits 1960 mit Derry And The Seniors im Kaiserkeller aufgetreten. Die Formation bestand nun aus sechs Musikern (zwei Saxophone, zwei Gitarren, Bass und Schlagzeug) und begann in Hamburg mit Schallplatten-Aufnahmen.
Im Sommer 1964 kam es zum Streit innerhalb der Band, in dessen Folge sich die gesamten Dominoes von ihrem Bandleader und Namensgeber verabschiedeten. Ted Taylor ging zurück nach Liverpool und arbeitete wieder in seinem erlernten Beruf als Fleischer. Im Jahr 1966 brachte Decca in England mit Somebody’s Always Trying / Look For My Baby eine Solo-Single heraus, die aber, wie die 1967 bei Polydor erschienene Single Let Me Love You / Thinkin’ kein Verkaufserfolg wurde. Daraufhin zog sich Taylor, der auf 542 Live-Auftritte auf der Bühne des Hamburger Star Clubs zurückblicken konnte, ganz aus dem Showbusiness zurück.
Anlässlich des 40. Star-Club-Jubiäums 2002 kam Taylor nach Hamburg zurück und feierte eine Reunion mit den „Dominoes“. Bei dieser Gelegenheit begegnete er nach 39 Jahren erstmals wieder Marga Ion, mit der er schon in den 60er Jahren liiert war, und heiratete sie.
Zusammen mit seiner Frau zog Taylor 2006 wieder nach Hamburg und trat hier regelmäßig als Sänger und Gitarrist auf. Er stand neben Tony Sheridan, Chris Farlowe, Beryl Marsden, Karl Terry und anderen anlässlich der Feier des 50. Star Club-Jubiläums im April 2012 auf der Show-Bühne der Fliegende Bauten Hamburg. 2007 feierte er mit seiner alten Band, den „Dominoes“, das 50. Bühnenjubiläum.  2008 veröffentlichte er das von Nick Oosterhuis produzierte Album Kingsize Taylor With Brotherhood Of Rock ’N’ Soul.
Nach dem Tod seiner Frau kehrte Taylor 2018 nach Großbritannien zurück, wo er gemeinsam mit seinem Sohn ein Haus in Southport bewohnte. 2023 starb er dort nach schwerer Krankheit.

## Diskografie (Alben)

### Alben
- 1965: Live im Star-Club Hamburg, Volume 1
- 1965: Live im Star-Club Hamburg, Volume 2
- 1973: Keep On Rock’N
- 2008: Kingsize Taylor With Brotherhood Of Rock ’N’ Soul
- 2020: Taylor Made

### Singles & EPs
- 1964: Somebody's Always Trying / Looking For My Baby
- 1967: Thinkin’ / Let Me Love You
- 1990: Solo (EP)